# Tengri
 (mars 2015).
Si vous disposez d'ouvrages ou d'articles de référence ou si vous connaissez des sites web de qualité traitant du thème abordé ici, merci de compléter l'article en donnant les références utiles à sa vérifiabilité et en les liant à la section « Notes et références ».
Tengri (du vieux turc : 𐱅𐰭𐰼𐰃, () ; kazakh : Тәңір (Täñir, dieu) ;  Mongol bičig : ᠲᠡᠨᠭᠷᠢ, translit. : Tengri ; mongol cyrillique : Тэнгэр, translit. : Tenger ou mongol cyrillique : Тэнгэрээ, translit. : Tengeree ; Iakoute : Таҥара, translit. Tangara ; Karatchaï-balkar : Тейри ; bulgare : Тангра, translit. : Tangra ; azéri : Tanrı) est le nom donné à l'éternel ciel bleu (mongol : хөх Мөнх Тэнгэр, Khökh Mönkh Tenger) ou encore Ciel-Père (mongol : эцэг тэнгэр, ečeg tenger), en binôme avec la Terre-Mère (mongol : эх газар, ekh gazar) ou encore Etügen ekh (Этүгэн эх), dans le tengrisme, religion des peuples nomades d'Asie centrale. C'est le nom de la divinité principale dans cette religion, donné par les premiers peuples turciques (Xiongnu, Huns, et Mongols (Xianbei).
Gengis Khan, pratiquant le tengrisme, était appelé le fils du ciel. Il est également la principale incarnation de Sülde Tngri, généralement représenté comme un cavalier chevauchant un cheval.

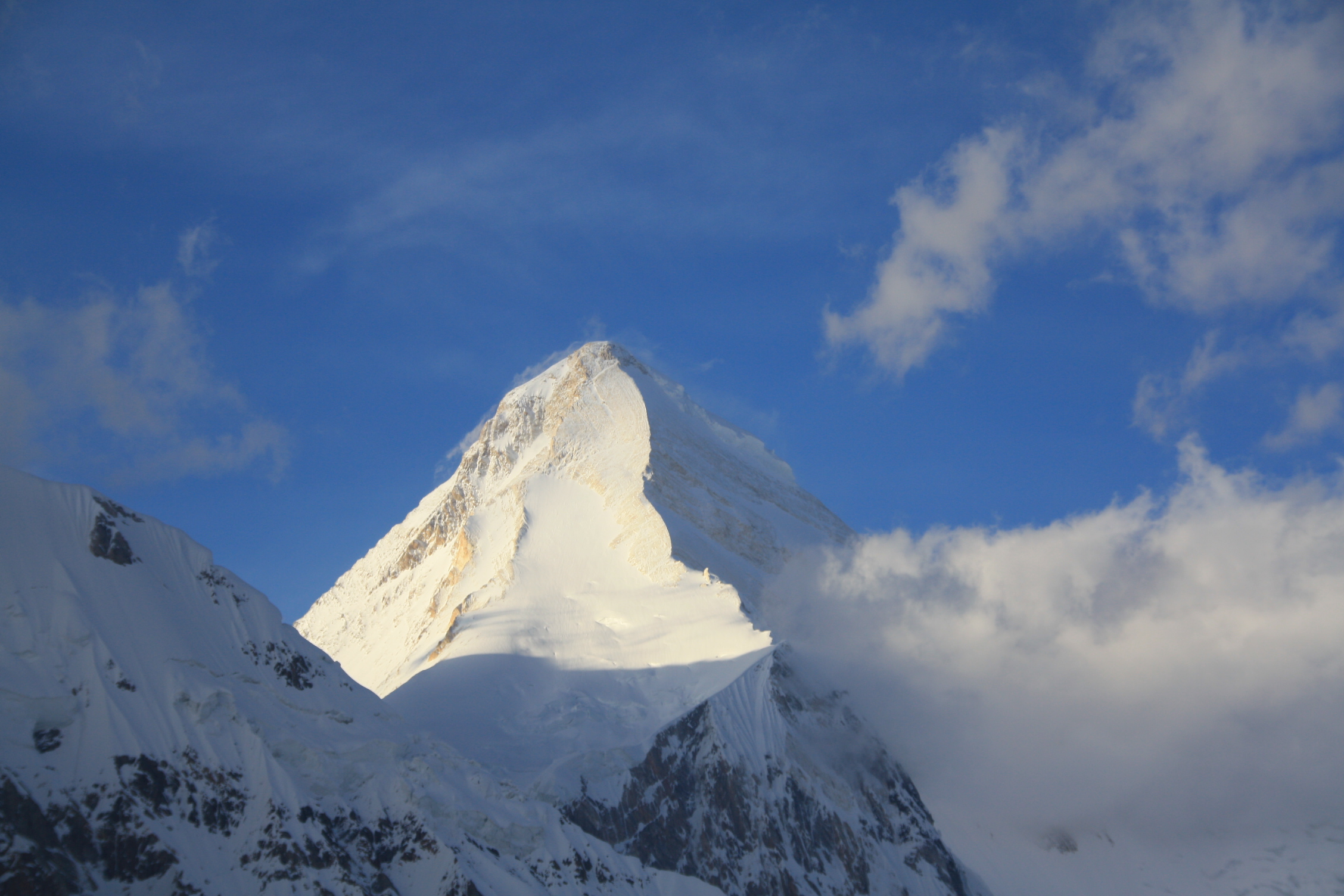
Khan Tengri, à la frontière entre la Chine, le Kirghizistan, et le Kazakhstan, trois pays ou le tengrisme est pratiqué

Il n'y a pas de représentations connues de Tengri. Le livre « Bayırkının İzderi », du Kirghiz Keneş Cusupov, publié par la Fondation Soros, en présente une figure anthropomorphique, mais aucune base sérieuse de recherche n'est avancée.

## Nom

L'orthographe de tengri dans l'alphabet vieux-turc (écrit de droite à gauche, comme t²ṅr²i)

La plus ancienne forme du nom est inscrite dans les annales chinoises du IVe siècle av. J.-C., décrivant les croyances du Xiongnu. Il prend la forme de 撑犁/Cheng-li, qui est supposée être une transcription chinoise de Tängri. (La forme du mot en proto-turc a été reconstituée en *Teŋri or *Taŋrɨ). Parallèlement, une reconstruction étymologique altaïque à partir de *T`aŋgiri ("vœu" or "dieu") inclinerait à faire penser que le mot désigne la divinité, plus que son domaine au-delà des cieux.
La forme turque, Tengri, est attestée dans le XIe siècle par Mahmoud de Kashgar. En turc moderne, le mot dérivé Tanrı est utilisé comme terme générique pour « dieu », ou pour le Dieu des religions abrahamiques, et est utilisé aujourd'hui par les Turcs pour évoquer Dieu. La divinité suprême de la religion traditionnelle de la Tchouvachie est Tură.
D'autres dérivés du nom dans des langues modernes, comprenant le mongol : Тэнгэр : Тэнгэр ("ciel"), le bulgare : Тангра, azéri : Tanrı. Le mot chinois pour "ciel" 天 (mandarin : tiān, chinois classique : thīn) et le nom japonais de la Dynastie des Han transcrit ten), peuvent aussi être liés, possiblement par un mot commun d'une langue préhistorique de l'Asie centrale.
Selon Dimitrov (1987)[réf. nécessaire], Aspandiat est le nom donné à Tengri par les Perses.

## Histoire

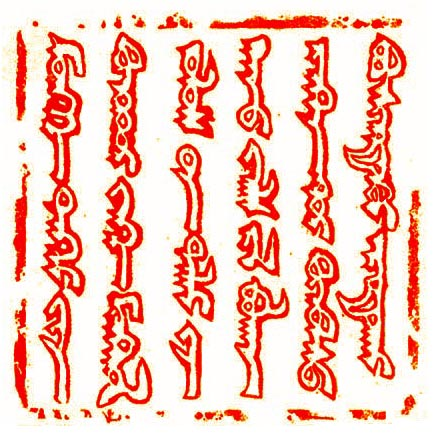
Un sceau d'une lettre du Khan Güyüg au Pape Innocent IV, 1246. Les quatre premiers mots, de haut en bas, de gauche à droite : "möngke ṭngri-yin küčündür" – "Sous le pouvoir du Ciel Eternel".

Tengri était la déité nationale des Gökturks, décrite comme "le dieu des Turcs" (Türük Tängrisi). Les Khans gökturks faisaient reposer leur pouvoir sur un mandat venant de Tengri. Les khans étaient généralement acceptés en tant que fils de Tengri, qu'ils représentaient sur Terre. Ils portent les titres de tengrikut, kutluġ, ou encore kutalmysh, basés sur la croyance qu'ils étaient parvenus à atteindre le kut, le puissant esprit accordé aux chefs par Tengri.
Tengri était la principale divinité adorée par les élites dirigeantes des populations des steppes d'Asie Centrale entre les VIe et IXe siècles (peuples turcs, mongols et tribus magyares). Il perd de son importance quand les khaganats ouïghours proclament le manichéisme comme religion d'état au VIIIe siècle. Le culte de Tengri a été importé en Europe de l'Est par les Huns et les premiers Bulgares.
Tengri est considéré comme étant le grand dieu qui a créé toute chose. En plus de ce dieu céleste, il existe d'autres déités mineures (Alps) qui servent les intérêts de Tengri. Comme Gök Tanrı, il est le père du soleil (Koyash) et de la lune (Ay Tanrı), Erlik, et parfois Ülgen.

## Mythologie
Tengri est le principal dieu du Panthéon turc, contrôlant la sphère céleste. Tengri est considéré comme particulièrement semblable au dieu du ciel indo-européen, Dyeus. La structure de la religion proto-indo-européenne est plus proche de celle des premiers Turcs que de la structure de n'importe quelle religion des peuples du Proche-Orient ou de la Méditerranée antique.
Le plus important témoignage contemporain du culte de Tengri est trouvé dans les inscriptions de l'Orkhon, en vieux-turc, datées du début du VIIIe siècle. Écrit dans l'alphabet de l'Orkhon, ces inscriptions conservent des explications sur les origines mythologiques des Turcs. L'inscription dédiée à Kul Tigin comprend les passages suivants (dans la traduction fournie par le Comité Linguistique du Ministère de la Culture et de l'Information de la République du Kazakhstan) : "Quand le Ciel Bleu [Tengri] d'en-haut et le Terre-Brune d'en-sous furent créés, entre eux, un être humain a été créé. Sur les êtres humains, mes ancêtres Bumin Kagan et Istemi Kagan ont gouverné. Ils ont gouverné le peuple par les lois turques, ils l'ont guidé et ont réussi" (face 1, ligne 1) ; "Tengri crée la mort. Les êtres humains ont tous été créés pour mourir" (face 2, ligne 9); "Vous mourrez (litt. : "vous vous envolerez") jusqu'à ce que Tengri vous rende la vie" (face 2, ligne 14).
Dans la mythologie mongole, Tengri est une oie pure et blanche, qui vole en permanence sur une étendue infinie d'eau qui représente le temps. Sous cette eau, Ak Ana ("Mère-Blanche") l'appelle, lui disant "Crée !". Pour surmonter sa solitude, Tengri crée Er Kishi, qui n'est pas aussi pur ou blanc que Tengri et, ensemble, ils composèrent le monde. Er Kishi devient un personnage démoniaque et s'efforce de tromper les gens et de les attirer dans ses ténèbres. Tengri adopte le nom de Tengri Ülgen et se retire dans le Ciel à partir duquel il tente d'offrir aux humains sa guidance, par le biais des animaux sacrés qu'il envoie parmi eux. 
Les Ak Tengris (concitoyens de Tengri) occupent le cinquième niveau du Ciel. Les prêtres chamans qui veulent atteindre Tengri Ülgen ne vont jamais plus loin que ce niveau, où ils expriment leurs souhaits aux guides divins. Les retours vers la terre ou au niveau humain se font dans un navire en forme d'oie.
Selon Mahmoud de Kashgar, Tengri est connu pour faire pousser les plantes et étinceler l'éclair. Les turcs utilisent l'adjectif tengri qui signifie "céleste, divin", pour désigner tout ce qui semblait grandiose, comme un arbre ou une montagne, et ils s'inclinèrent devant de telles entités.
Les Turcs non musulmans célébrant le culte de Tengri étaient moqués et insultés par le Turc musulman Mahmoud de Kashgar, qui a écrit un verset sur eux : "Les Infidèles — Que Dieu les détruise !" ,
Mahmoud de Kashgar soutient que le prophète Mahomet a participé à un événement miraculeux, où 700 000 infidèles Yabāqu (un peuple turc) ont été vaincus par 40 000 musulmans menés par Arslān Tegīn. Il affirme que les feux crachaient des étincelles depuis des portes situées sur une montagne verte vers le Yabāqu.

## Noms de lieu
- Un pic pyramidal des Monts Tian situé entre le Kazakhstan et le Kirghizistan, est appelé "le Khan Tengri". Le Tian Shan lui-même est connu en langue Ouïghour comme le Tanri Tagi.
- La Montagne de Tangra sur l'Île Livingston, dans les Îles Shetland du Sud de l'Antarctique sont nommées d'après la déité.
- Les Proto-Bulgares ont nommé une grande montagne dans la chaîne de montagnes de Rila par rapport à Tangra[citation nécessaire], bien qu'il ait été renommé dans le XVe siècle en Mousala ("Montagne d'Allah") par les Turcs ottomans.
- Otgontenger, la plus haute montagne des monts Khangai en Mongolie.
- Le désert de Tengger, dans la région de Mongolie Intérieure, en Chine.

## Renouveau du culte
Le tengrisme est le terme pour évoquer un renouveau du chamanisme en Asie Centrale après la dissolution de l'Union soviétique. Au Kirghizistan, le Tengrisme a été suggéré comme une idéologie nationaliste panturque à la suite de l'élection présidentielle de 2005 par un comité idéologique, présidé par le secrétaire d'État Dastan Sarygoulov.

## Voir également
- Dingir, un mot sumérien (signifiant divinité) qui pourrait avoir une étymologie similaire[12].
- Mythologie des peuples turcs et mongols
- Qormusta Tengri, un dieu de la mythologie et du chamanisme mongols.
- Tengger Cavalry, un groupe chinois de folk metal nommé d'après Tengri.
- Wolf Totem (roman chinois)